# 左敬祖
左敬祖，字念源，號虔生，直隸河間人。清初政治人物。
左敬祖為順治六年（1649年）己丑科會元，殿試位列二甲第十名，授進士出身，選庶吉士，散館授編修，官至左副都御史。